# Sznegovo
Sznegovo (macedónul: Снегово) település Észak-Macedóniában, a Pelagonijai körzet Bitolai járásában.

## Népesség
| Lakosok száma | 138  | 166  |      |
|               | 1948 | 1953 | 1961 |

2002-ben lakatlan település.